# Șipotu (Poroina Mare), Mehedinți
Șipotu este un sat în comuna Poroina Mare din județul Mehedinți, Oltenia, România.